# Carlo Faccioli
Carlo Faccioli (født 4. august 1840 i Verona, død 4. juli 1904 i Bosco Chiesanuova) var en italiensk forfatter. 
Faccioli studerede retsvidenskab i Padua og fik derefter et lærerembede. Han har væsentlig gjort sig bekendt ved smukke poetiske oversættelser fra engelsk, Byrons Childe Harold (1873), Tennysons Enoch Arden og andre digte, Longfellows Evangeline (som digteren selv fandt meget vellykket) og flere værker af samme. Af Facciolis egne lyriske digte er La morte di Dante og Sanmicheli at fremhæve. To pædagogiske skrifter af ham har vundet meget bifald: Il Vademecum del Maestro og La sapienza della vita dedotta dai libri. 